# 원피스: 물리쳐라 해적 간쟈크
원피스 - 물리쳐라 해적 간쟈크(일본어: ONE PIECE 倒せ!海賊ギャンザック)는 점프 슈퍼 애니메이션 투어 '98 행사에서 상영된 원피스의 OVA 작품이다.

## 상세
오다 에이치로의 만화 《원피스》를 원작으로 프로덕션 I.G에서 제작을 맡은 최초의 애니메이션 작품이다. 이스트 블루에서 오렌지 마을 편과 시롭 마을 편 사이의 사건을 그린 외전으로, 감독은 다니구치 고로, 캐릭터 설정은 원작자 오다 에이치로가 맡았다.
1999년 방영을 개시한 애니메이션 시리즈 《원피스》와는 별개의 작품으로, 루피, 조로, 나미의 성우가 다르다. 다만 TV 애니메이션판에 다른 배역으로 등장한 성우가 이 편에서 출연한 경우도 있다. 또 셀화 방식으로 제작되었는데 원피스의 역대 애니메이션 작품 가운데 셀화로 제작된 것은 이 작품과 TV 애니메이션화 이후 제작된 극장판 1탄 《원피스: 황금의 대해적 우난》 뿐이다.
최초 공개 후 일반에 따로 공개되지는 않고 주간 소년 점프 1999년 1호~6호에 이벤트를 개시, 응모자 전원에게 서비스로 비디오테이프를 증정하는 식으로 배포가 이뤄졌다. 이 작품의 내용을 바탕으로 하마자키 다츠야(濱崎達弥)가 소설화하였으며, 대한민국에서도 2003년 〈원피스 1 - 해적 갱 잭을 쓰러뜨려라!〉라는 이름으로 발매되었다.
다니구치 고로 감독은 훗날 원피스 극장판 《원피스 필름 레드》의 감독을 맡게 되었는데, 이것을 기념하기 위한 일환으로 2022년 7월 원피스 공식 유튜브 채널에서 "ONE PIECE DAY 원피스의 모든 것이 여기 있다 2일차" (ONE PIECE DAY ワンピースのすべてがここにある　DAY2)라는 이름으로 라이브 영상을 업로드, 다니구치 감독의 인터뷰와 함께 24년 만에 온라인 상영을 개시하였다.

## 등장인물
몽키 D. 루피
성우: 다카노 우라라
롤로노아 조로
성우: 다카기 와타루
나미
성우: 도요구치 메구미

### 오리지널 캐릭터
간쟈크
성우: 와카모토 노리오
간쟈크 해적단의 선장으로, 게 껍질 갑옷을 입고 있으며 해적기에도 게를 상징으로 그려넣었으나 정작 게라고 부르면 화를 낸다. 섬 마을 사람들에게 강제 노동을 시키는 악당으로, 목이 긴 해룡을 조종한다.
메다카
성우: 다나카 준
루피가 표류한 섬에 사는 소녀로 전신에 기사의 갑옷을 입고 있다. 아버지가 간쟈크에게 강제 노동을 당하고 있어서 해적을 싫어한다.
헤링
성우: 사와키 이쿠야
메다카의 아버지로 간쟈크에게 강제 노동을 당하고 있다.
스키드
성우: 이시모리 다츠유키
메다카의 할아버지로, 메다카의 아버지 노릇을 하고 있다.
해적
성우: 가노 시게아키, 오쿠라 마사아키, 나가이 마코토, 아라이 다카시
마을 사람
성우: 지바 스스무

## 제작진
- 각색・감독：다니구치 고로
- 각본: 기타지마 히로아키
- 각본 협력: 스도우우라오
- 캐릭터 디자인: 가가와 히사시
- 작화감독: 가가와 히사시・다마가와 다츠미
- 디자인 협력: 사토 마사히로
- 미술감독: 와키 다케시
- 색채설계・색지정: 시바타 아키코
- 촬영감독: 야스하타 다카시
- 편집:미키 유키코
- 음향감독: 다나카 히데유키
- 음악: 모토미치 슌야
- 음향효과: 이마노 야스유키
- 프로듀서: 오토쿠 데츠오・데라카와 히데카즈
- 제작: 프로덕션 I.G / 슈에이샤・주간 소년 점프

## 주제가
〈위대한 항로 (그랜드 라인)〉 (偉大なる航路（グランドライン）)
작사 작곡: 모토미치 슌야 / 노래 연주: Chie＆마-쿤